# Botanisk Have

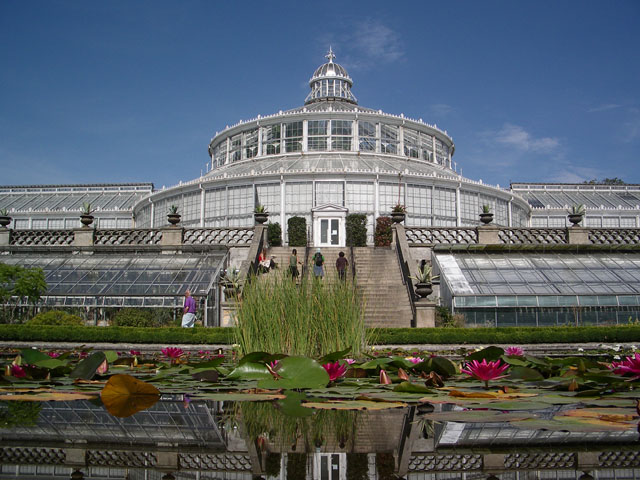
Das Palmenhaus

Der Botanische Garten (dänisch Botanisk Have) in Kopenhagen gehört zur Universität Kopenhagen. Er bildet gemeinsam mit dem Geologischem und dem Zoologischem Museum das Staatliche Naturkundemuseum Dänemarks in Kopenhagen. Der Botanische Garten der dänischen Hauptstadt bildet einen Teil der Kopenhagener Wallanlagen und ist sowohl als Forschungsinstitution wie auch als Erholungsraum genutzt. Er liegt in unmittelbarer Nähe zum Königsgarten.

## Geschichte
Ein Hortus medicus wurde bereits im August 1600 angelegt. Er bestand bis 1778, nach dem Wiederaufbau der Stadt nach der Brandkatastrophe von 1728, allerdings nur mehr in reduzierter Form. Mit dem Aufschwung der Naturwissenschaften im 18. Jahrhundert kam es auch zu einem vermehrten Interesse an der Pflanzenkunde Der deutsche Botaniker Georg Christian Oeder gestaltete 1752 einen Botanischen Garten auf einem von König Frederik VI. geschenkten Grund. Ein kleiner Teil des Gartens war öffentlich zugänglich. 1778 wurde im Schlosspark von Charlottenborg ein weiterer botanischer Garten eingerichtet. Dieser wurde vom Publikum erfolgreich aufgenommen, der Bedarf der Wissenschaft nach einem Hortus academicus war damit aber nicht gedeckt. 1871 bis 1874 wurde anstelle eines Teils der östlichen Wallanlagen und dem zugehörigen Glacis der heutige botanische Garten gestaltet.

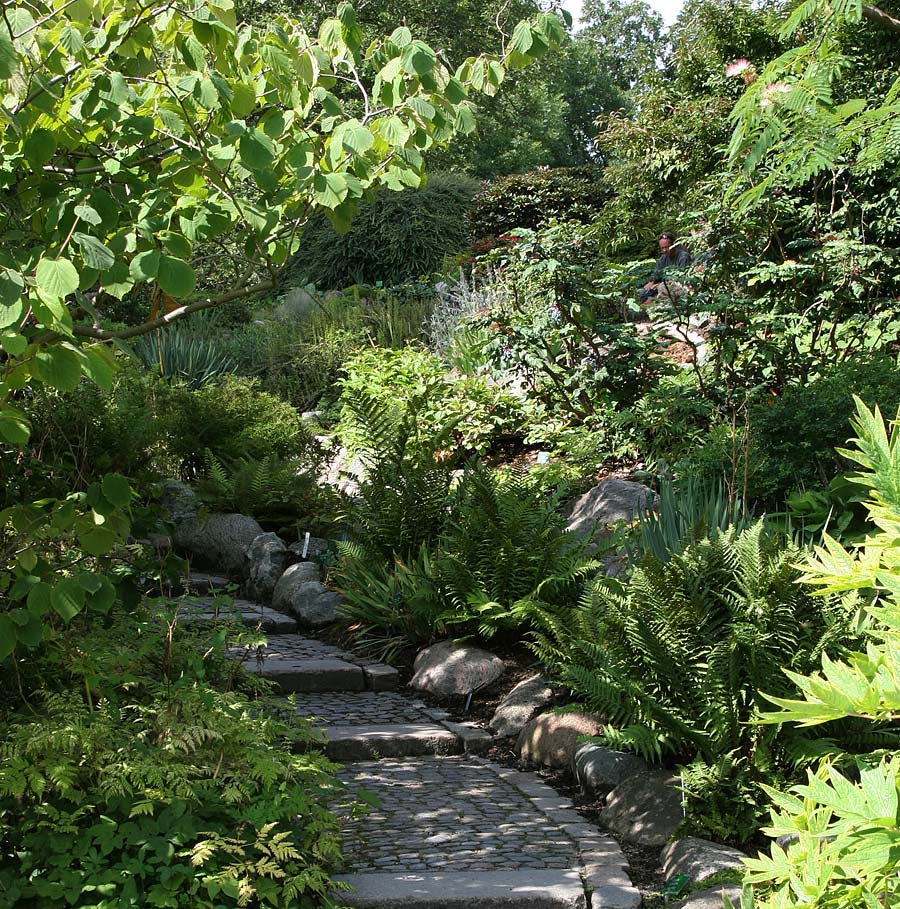
Im heutigen botanischen Garten

Der botanische Garten zeigt heute unter anderem repräsentative Beispiele der heimischen Flora, einen Moränengarten und einen Steingarten mit alpinen Pflanzen auf den Resten der alten Befestigungen. Es besteht auch eine ostasiatische Abteilung. Dazu kommen 24 Gewächshäuser.

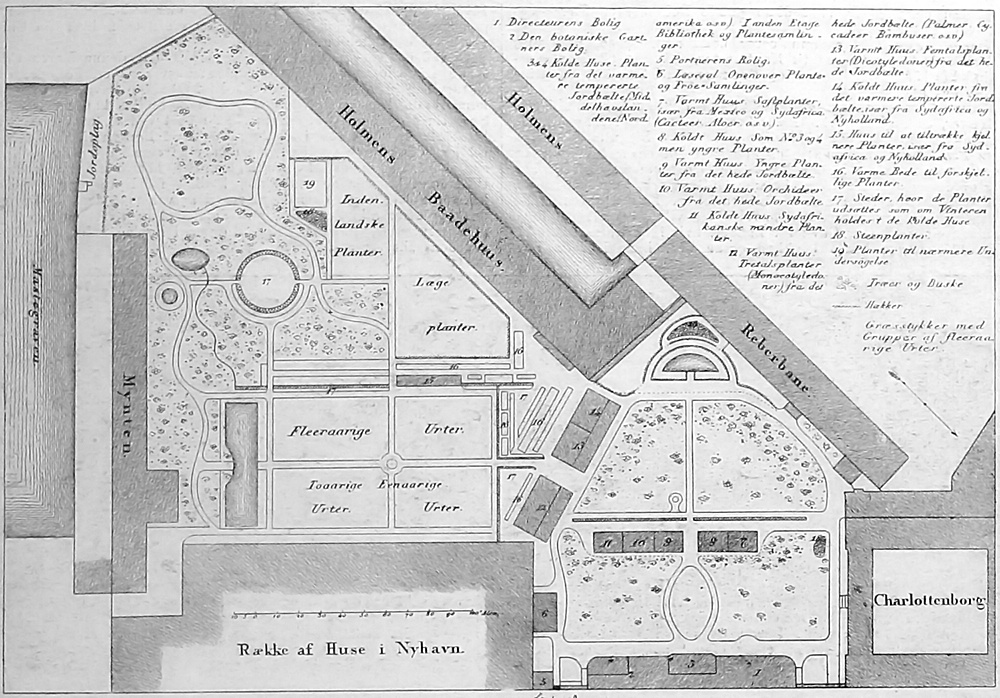
Plan aus 1847 mit Schloss Charlottenborg
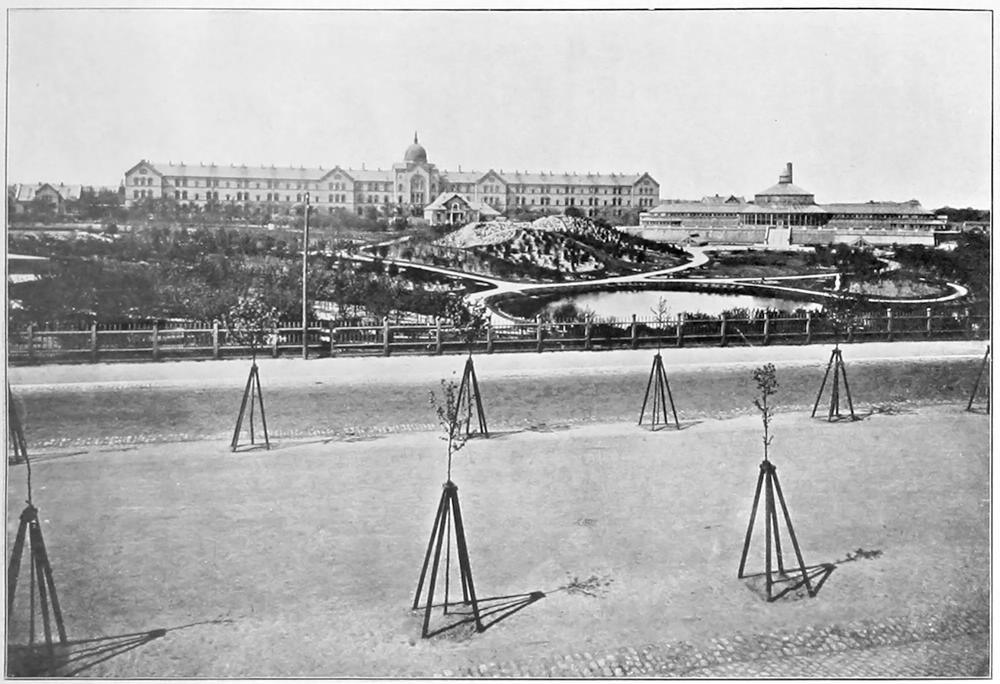
Der aktuelle Botanische Garten um 1870
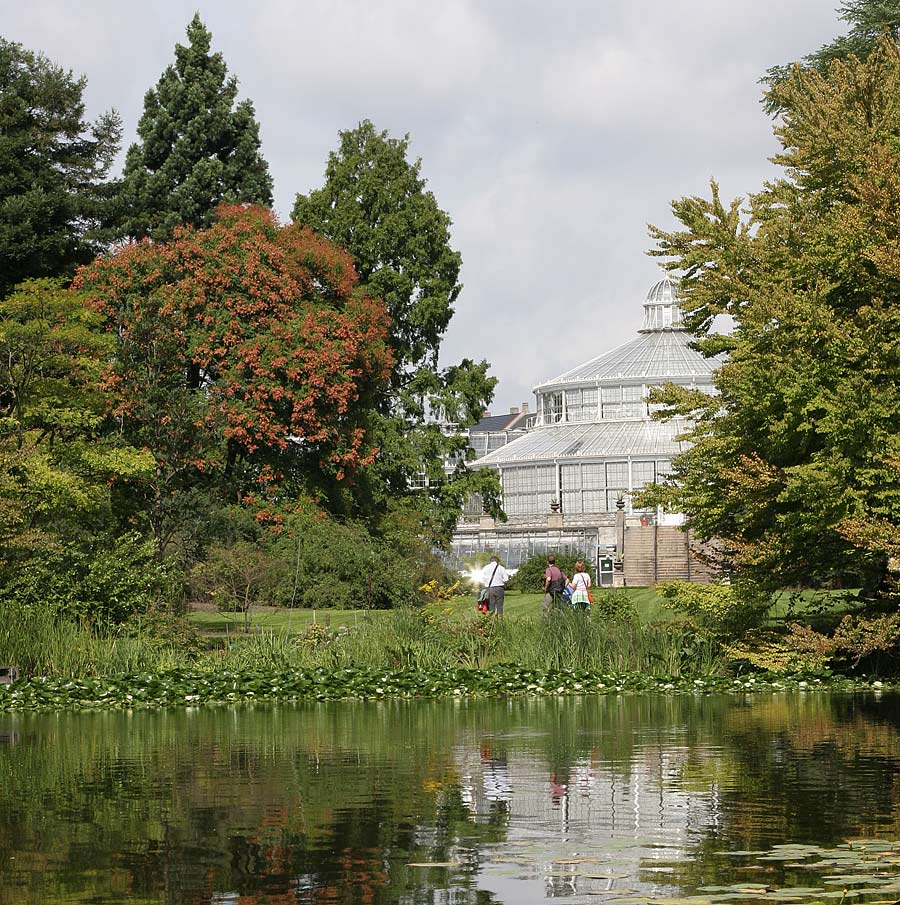
Aktueller Blick in den Botanisk Have